# Columbus Day
Il Giorno di Colombo (Columbus Day in inglese) è una ricorrenza celebrata negli Stati Uniti per commemorare il giorno dell'arrivo del navigatore Cristoforo Colombo nel Nuovo Mondo, il 12 ottobre 1492.
È ricorrenza anche in Italia con il nome di "giornata nazionale di Cristoforo Colombo", in Spagna come Fiesta Nacional de España o Día de la Hispanidad, e in Sudamerica con varie denominazioni anche critiche verso la figura di Colombo, simbolo dell'inizio della colonizzazione e oppressione dei nativi, tra cui Día del Descubrimiento de América, Día del Encuentro de Dos Mundos, Día de la Raza, Día de las Américas, Día de la Resistencia Indígena, Negra y Popular, Día de la Resistencia Indígena, e Día del Respeto a la Diversidad Cultural.

## Storia

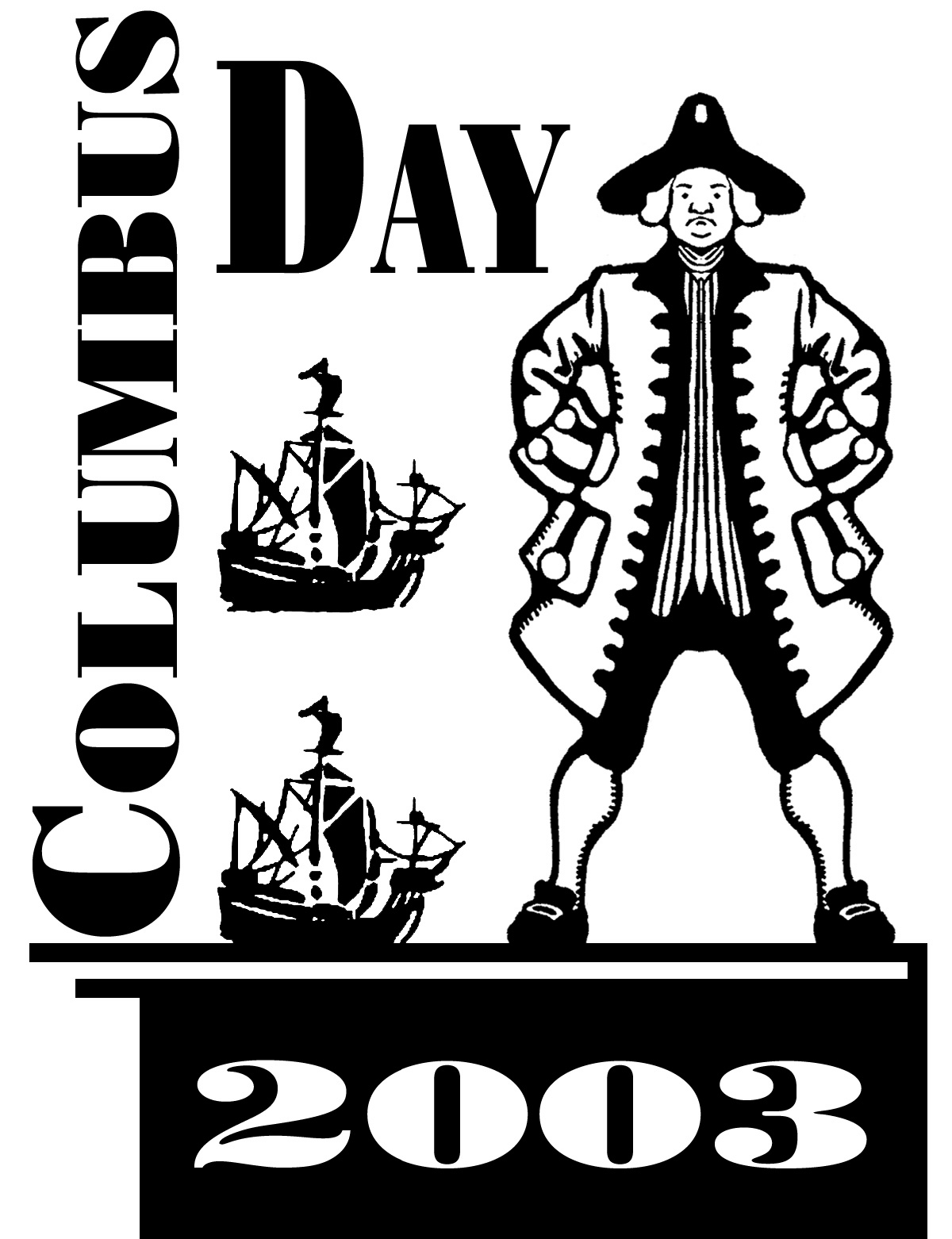
Logo delle celebrazioni del Columbus Day dell'anno 2003

È stato celebrato per la prima volta da italiani a San Francisco nel 1869, seguendo le celebrazioni italiane di New York.
Il primo Stato a riconoscere ufficialmente la ricorrenza fu il Colorado nel 1905 e nel 1937, su impulso dei Cavalieri di Colombo (un'associazione cattolica che aveva adottato il nome del grande viaggiatore). Il presidente Franklin Delano Roosevelt stabilì che il Giorno di Colombo diventasse festa nazionale in tutti gli Stati Uniti d'America. A partire dal 1971 il giorno in cui cade questa ricorrenza è fissato per il secondo lunedì del mese di ottobre, lo stesso giorno in cui nel vicino Canada si celebra invece il Giorno del Ringraziamento.
Gli italoamericani sentono molto questa festività e sono particolarmente orgogliosi del fatto che sia stato Cristoforo Colombo, un navigatore italiano, il primo europeo a scoprire il continente americano. Negli Stati Uniti il Giorno di Colombo le banche, uffici postali e uffici federali sono chiusi, così come gli uffici dell'ambasciata italiana a Washington e tutti i vari consolati italiani che si trovano nel Paese. L'Empire State Building di New York da vari anni usa accendere le sue luci, riproducendo così il tricolore italiano.
(Gildo De Stefano)

### In Italia
Nel 2004 una direttiva del Presidente del Consiglio dei ministri della Repubblica Italiana indisse la Giornata nazionale di Cristoforo Colombo (12 ottobre di ogni anno).

## Critiche
Dal cinquecentenario del 1992, sono state mosse diverse critiche a tale ricorrenza, legate al fatto che l'arrivo di Colombo nel nuovo continente avrebbe dato inizio allo sterminio delle popolazioni indigene. Alcune città hanno infatti annullato la festività, talvolta sostituita con una giornata per commemorare, appunto, le popolazioni indigene. Una esternazione di tali critiche è rappresentata anche da atti di vandalismo verso monumenti rappresentanti simboli o personaggi legati alla cultura italo-americana o lo stesso Cristoforo Colombo.
Uno dei motivi per cui divenne una festa nazionale negli Stati Uniti d'America nel 1937 era per dimostrare la possibilità di "americanizzazione" degli immigrati spagnoli e italiani. Attraverso queste feste (come anche la Festa di san Patrizio) si voleva cementificare l'unione del popolo bianco americano, tutte le persone bianche anche non-WASP erano ben accette negli Stati Uniti d'America, questo perché vi era una forte influenza delle teorie e organizzazioni razziste come il Ku Klux Klan. Infatti, fino al 1986 con il Martin Luther King Day, non vennero mai istituite feste nazionali per popoli di origine africana nonostante la larga presenza sul suolo statunitense.